# Shikokuconocephalopsis ishizuchiensis
Shikokuconocephalopsis ishizuchiensis är en insektsart som först beskrevs av Tadao Kano och Kawakita 1987.  Shikokuconocephalopsis ishizuchiensis ingår i släktet Shikokuconocephalopsis och familjen vårtbitare. Inga underarter finns listade i Catalogue of Life.